# 宮澤夕貴
宮澤夕貴（日语：／ Miyazawa Yuki，1993年6月2日—），日本女子籃球運動員，效力於JX-ENEOS向日葵，主要位置為前鋒。

## 經歷
- 橫濱市立岡津小學校（岡津迷你籃球（日语：ミニバスケットボール）） - 橫濱市立岡津中學校 - 神奈川縣立金澤綜合高等學校 - JX-ENEOS向日葵（2012年－）

## 日本代表經歷
- 2009年亞洲U16青年女子籃球錦標賽
- 2010年U17世界青年女子籃球錦標賽
- 2011年U18世界青年女子三對三籃球錦標賽
- 2013年東亞運動會
- 2013年亞洲女子籃球錦標賽
- 2014年世界女子籃球錦標賽
- 2015年亞洲女子籃球錦標賽[1]
- 2016年夏季奧林匹克運動會
- 2017年亞洲盃女子籃球賽
- 2018年女子世界盃籃球賽
- 2019年亞洲盃女子籃球賽
- 2020年夏季奧林匹克運動會

## 外部連結
- 宮澤夕貴 - JX-ENEOSサンフラワーズ （日語）
- 宮澤夕貴 - WJBL（页面存档备份，存于） （日語）
- 宮澤夕貴的X（前Twitter）